# Pseudobrullaea aberrans
Pseudobrullaea aberrans är en tvåvingeart som beskrevs av Louis-Paul Mesnil 1957. Pseudobrullaea aberrans ingår i släktet Pseudobrullaea och familjen parasitflugor.
Artens utbredningsområde är Myanmar. Inga underarter finns listade i Catalogue of Life.